# Guazzo

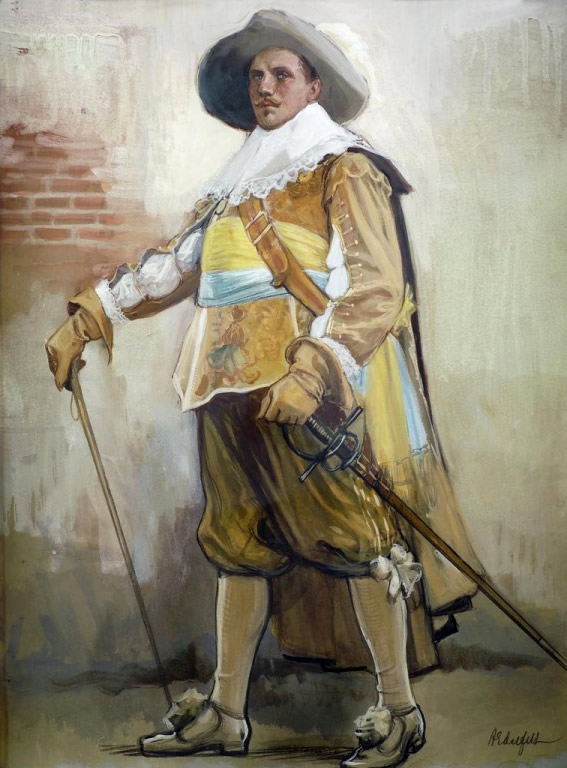
Per Brahe il Giovane, bozzetto a guazzo del pittore finlandese Albert Edelfelt.

Il guazzo, noto anche nella forma francese gouache, è un tipo di colore a tempera reso più pesante e opaco con l'aggiunta di un pigmento bianco (per esempio biacca o gesso) mescolato con la gomma arabica (un tempo era preferita la gomma adragante). Il risultato è appunto un colore più coprente e più opaco rispetto al normale colore a tempera.

Il termine può anche indicare sia la tecnica di pittura che i dipinti eseguiti con questo tipo di colore.

## Etimologia
Guazzo deriva dal latino volgare *aquatia, astratto di aquātus oppure da aquātio, -onis "provvisto di acqua", incrociatosi forse con guado (dal latino vadum, incrociato con il franco *wad).

## Storia
Si diffuse in Francia nel XVIII secolo, anche se di origine più antica essendo già in uso nell'Europa del XVI secolo, ed era utilizzato soprattutto per i bozzetti preparatori dei lavori a olio. Il guazzo infatti, visto ad una certa distanza, somiglia alla pittura a olio e asciugandosi prende un tono perlaceo per il bianco che contiene. Nel XIX secolo si diffuse maggiormente per via dell'impiego nella produzione dei cartelloni pubblicitari. 

## Tecnica
Con il guazzo è difficile trovare la giusta tonalità perché, quando si asciuga, i colori subiscono variazioni sensibili (in genere le sfumature scure tendono a diventare più chiare e quelle chiare a scurirsi); le difficoltà si accentuano ulteriormente se il lavoro viene eseguito in più riprese. Un altro problema è il rischio della microfessurazione se il pigmento viene steso in strati troppo spessi; l'inconveniente può essere alleviato usando mezzi di ispessimento come l'acquapasto. Può risultare invece molto efficace se applicato alla carta colorata, come per esempio nelle opere di William Turner.
Il guazzo è il primo tipo di colore ed ancora il più utilizzato per la produzione di decalcomanie e per le scenografie.